# Yotsuya Kaidan
Yotsuya Kaidan (四谷怪談?), o la historia de Oiwa e Iemon, es una historia de traición, asesinato y venganza fantasmal. Se puede considerar la más famosa de las Historias Japonesas de Fantasmas de todos los tiempos, se ha adaptado para película más de 30 veces y continúa influenciando el género de horror japonés aún en la actualidad.

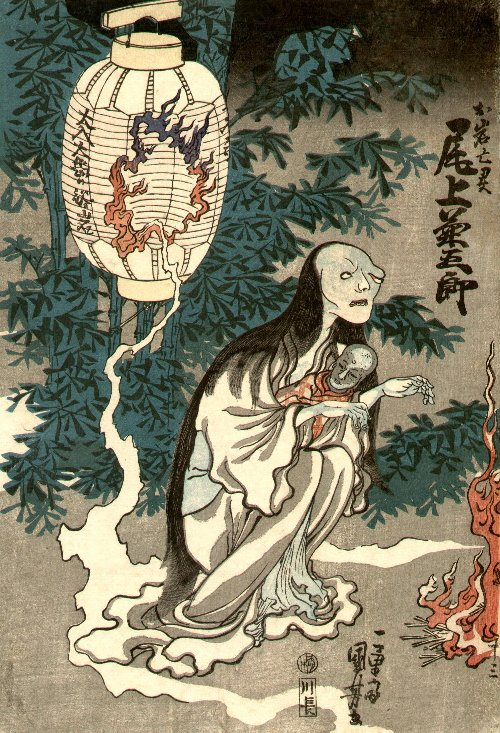
Retrato de Oiwa por Utagawa Kuniyoshi.

Fue escrita en 1825 por Tsuruya Nanboku IV como una representación para kabuki. Su título original fue Tōkaidō Yotsuya Kaidan (東海道四谷怪談). Ese título ha sido acortado y ahora se traduce como La historia del fantasma de Yotsuya.

## Historia
Representado por primera vez en julio de 1825, Yotsuya Kaidan se estrenó en el Teatro Nakamuraza como una presentación-doble junto con la inmensamente popular Kanadehon Chushingura. Normalmente, en una presentación-doble de Kabuki la primera actuación se presenta en su totalidad, seguida por la segunda presentación. Sin embargo, en el caso de Yotsuya Kaidan se decidió entretejer las dos obras con todo el repertorio en dos días: el primer día empezó con los Actos I al VI de Kanadehon Chushingura, seguido por los Actos I al III de Tōkaidō Yotsuya Kaidan. El siguiente día empezó con la escena del “Canal Onbo” seguida por los Actos VII al XI de Kanadehon Chushingura. Para concluir se presentaron los Actos IV y V de Tōkaidō Yotsuya Kaidan.
La obra fue un éxito increíble y los productores se vieron obligados a programar presentaciones adicionales fuera de temporada para poder cubrir la demanda. La historia logró asustar al público al mover a los fantasmas fuera de los templos y de las mansiones de aristócratas y ponerlos en casas de la gente común, exactamente el tipo de audiencia de ese teatro.

## Trama
Por el hecho de ser la historia japonesa de fantasmas más adaptada, los detalles de “Yotsuya Kaidan” han sido alterados a través del tiempo, con frecuencia las adaptaciones tienen poca similitud con la obra original Kabuki y a veces retiran el elemento fantasmagórico del todo. Aun así la trama usualmente se mantiene igual y se puede reconocer.

### Bases Históricas
Tsuruya Nanboku incorporó dos asesinatos sensacionales y reales en Yotsuya Kaidan, combinando realidad y ficción de forma que ahondó en la audiencia. El primer asesinato involucra dos sirvientes que matan a sus propios amos. Los sirvientes son atrapados y ejecutados el mismo día. El segundo asesinato fue llevado a cabo por un samurái que descubrió que su concubina estaba teniendo un amorío con un sirviente. El samurái hizo que clavaran a su concubina infiel y al sirviente en una tabla de madera y que los lanzaran al río Kanda.

### Oiwa e Iemon
La historia se inicia con el asesinato del suegro de Iemon, un rōnin desempleado, casado con la joven Oiwa. Mata a su suegro porque sabía las cosas horribles que Iemon había hecho y quería que se separaran. Pobre y sin dinero, Iemon se ve obligado a dedicarse a hacer sombrillas de papel encerado para mantener a su delicada esposa Oiwa y a su hijo recién nacido. Esta situación lo lleva a odiar a Oiwa.

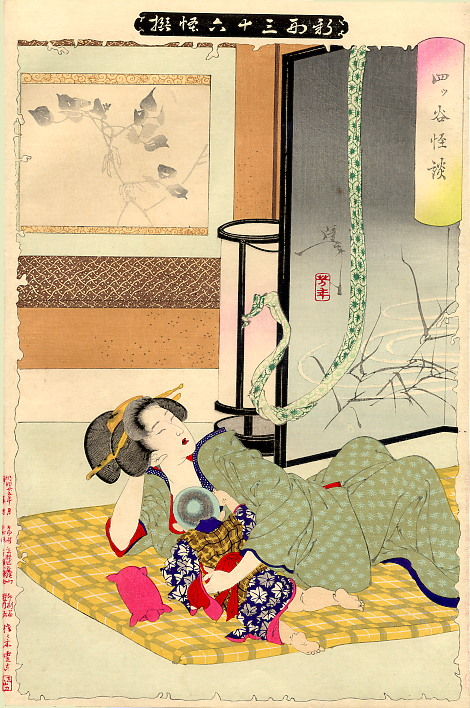
Oiwa descansando con su niño, en una impresión de 1892 por Yoshitoshi.

Iemon trama un plan para casarse con la bella nieta de un vecino rico que está enamorada de él. Para asegurar el nuevo matrimonio, Iemon y un amigo planean matar a Oiwa.  Iemon le pone veneno a una medicina para Oiwa que supuestamente le devolvería las fuerzas. El veneno no la mata pero la desfigura, causando la pérdida de todo su cabello y de un ojo. Cuando Oiwa se ve en un espejo, su desesperación al verse deformada y el saber de la traición de su esposo causan su muerte.
Cuando Kobote Kohei, un sirviente fiel a Oiwa se da cuenta de la causa de su muerte, Iemon lo acusa de robo y lo manda a ejecutar. Iemon luego manda a crucificar los cuerpos de Kohei y Oiwa en una puerta de madera que es arrojada a un río cercano. 
Creyendo que sus problemas se han terminado, Iemon planea su nuevo matrimonio. El día de la boda, Iemon levanta el velo de su nueva esposa pero lo que ve es la cara desfigurada de Oiwa. Iemon inmediatamente la decapita. Cuando se da cuenta de que en realidad ha matado a su nueva esposa, corre a la casa de su vecino para confesar horrorizado lo sucedido, pero ahí encuentra al fantasma de Kohei. Iemon corta al fantasma pero luego se da cuenta de que en realidad ha matado a su nuevo suegro.
Desde entonces, la persecución continúa con el espíritu vengativo tras él. Iemon ve la cara desfigurada de Oiwa en cualquier sitio, incluso en linternas. Para tratar de escapar, Iemon se retira a las montañas y se va a pescar pero en lugar de peces atrapa la tabla con los cadáveres de Oiwa y Kohei. Iemon huye a una cabaña en Hebiyama donde las cuerdas y lianas se transforman en serpientes y el humo del fuego se transforma en el pelo de Oiwa. Al huir de la cabaña, Iemon se topa con su cuñado, el hermano de Oiwa, que lo mata y así venga todas las muertes.

### Popularidad
La popularidad de Yotsuya Kaidan se atribuye usualmente al modo en que encaja en el sentimiento de su tiempo y al uso de temas. El periodo Bunsei fue un tiempo de conflicto social y la posición de la mujer en la sociedad fue muy reprimida. El cambio de poder fue algo con lo que la audiencia se podía identificar. Oiwa pasó de ser una víctima débil a una poderosa vengadora, mientras que Iemon pasa de atormentador a ser atormentado. Oiwa también es mucho más directa y brutal en su venganza que Okiku, otro fantasma célebre de kabuki. Este nivel incrementado de violencia fascinó a la audiencia, que buscaba formas más violentas de entretenimiento.
Además, la actuación de Yotsuya Kaidan estaba llena de efectos especiales fantásticos (en aquel entonces), con la cara desfigurada de Oiwa proyectada magníficamente en una linterna del escenario y su cabello cayendo en cantidades imposibles.

## El fantasma de Oiwa
Oiwa es un onryō: un fantasma que busca venganza. Su fuerte pasión vengativa le permite atravesar el puente de regreso al mundo de los vivos. Oiwa comparte las características más comunes del fantasma japonés, incluyendo el vestido blanco que representa el kimono que habría vestido en el funeral, el cabello largo y desordenado y la cara blanca/violácea propia del fantasma en kabuki.
Hay también rasgos específicos que la separan de otros onryō. El rasgo más famoso es su ojo derecho, que cuelga como resultado del veneno que le dio Iemon. Este rasgo es exagerado en el kabuki para darle a Oiwa su apariencia particular. Oiwa es también parcialmente calva a consecuencia del veneno que tomó. En una escena espectacular de la obra de kabuki, la Oiwa de carne y hueso se sienta en frente del espejo y peina su cabello que se cae por efecto del veneno. Su cabello se acumula en montones de gran altura, efecto producido por alguien sentado debajo del escenario que empuja más y más cabello a través del suelo.

## Yotsuya Kaidany ukiyo-e
Por ser una obra de kabuki tan popular, Yotsuya Kaidan se convierte también en un tema preferido para los artistas de ukiyo-e. En 1826, el mismo año que se estrena Yotsuya Kaidan en el teatro Sumiza de Osaka, Shunkosai Hokushu produjo “El Fantasma de Oiwa”. Se le puede reconocer por su ojo colgante y su calvicie parcial.   
Una imagen inusual presenta a Otsuya aún en vida en la obra “Nuevas formas de treinta y seis fantasmas” por Tsukioka Yoshitoshi. 
La imagen más famosa de Oiwa fue creada por Shunkosai Hokuei y se titula “La linterna-fantasma de Oiwa”. La obra muestra la cara de Oiwa saliendo de una linterna columpiante mientras que Iemon se vuelve sacando su espada al ver la aparición. La escena de la linterna es una de las favoritas, también siendo tallada en netsukes.
El artista Utagawa Kuniyoshi ilustró la escena en Hebiyama mostrando a Oiwa con cabeza de linterna persiguiendo a Iemon y rodeada de serpientes y humo.

## Adaptaciones para el cine
Yotsuya Kaidan ha sido adaptada para el cine más veces que ninguna otra historia japonesa tradicional [cita requerida]. El número exacto de adaptaciones es desconocido debido a la gran cantidad de películas japonesas destruidas por los bombardeos aliados de la Segunda Guerra Mundial durante la ocupación de Japón. Aun así se ha estimado que se han hecho más de 30 versiones.
La primera adaptación para el cine fue producida en 1912 y fue filmada cerca de 18 veces entre 1913 y 1937. Una adaptación notable fue Shinpan Yotsuya Kaidan por Itoi Daisuke, uno de los directores más destacados de su tiempo. La adaptación Yotsuya Kaidan I & II de 1949 por Kinoshita Keisuke retiró los elementos fantasmagóricos y presentó a Oiwa como una aparición producto del sentimiento de culpabilidad de su esposo.
La adaptación Tōkaidō Yotsuya Kaidan en 1959 por Nobuo Nakagawa es considerada la más influyente y es muy fiel a la versión original de la historia, actualizada solo para aprovechar los mejorados efectos especiales de aquel entonces.
En 1994, Kinji Fukasaku volvió a sus raíces kabuki y combinó las historias de Chūshingura y Yotsuya Kaidan en una única llamada La cima de la traición.
Una adaptación fue también hecha en 2002, en historia 1 del j-dorama Kaidan Hyaku Shosetsu.
La película Over Your Dead Body dirigida por Takashi Miike en 2014, nos cuenta una historia sobre la realización de una obra de teatro que adapta la historia Yotsuya Kaidan, donde los actores ven cómo sus papeles se funden y se entrelazan con su vida real, para progresar simultáneamente.

### Influencias
Es difícil medir la influencia de Oiwa en el cine de horror japonés actual. Muchos de sus rasgos son estándar del onryō, incluyendo el kimono blanco de enterramiento, la cara violácea y el largo cabello desarreglado. En ese sentido, su influencia no es mayor que la de cualquier otra obra de su mismo género. Por otro lado, “Sadako” en la película Ringu es un tributo claro a Oiwa. Su aparición final es una adaptación de Oiwa, incluyendo su cabello como cascada y su ojo colgante y deforme. Además, el uso que hace Sadako de la televisión para manifestarse parece ser análogo al uso que hace Oiwa de la linterna.

## Miscelánea
- Se supone que Oiwa está enterrada en un templo, Myogyo-ji, en Yotsuya, un vecindario de Tokio. La fecha de su muerte se registra como 22 de febrero de 1636.
- Varias producciones de Yotsuya Kaidan, incluyendo adaptaciones para televisión y cine, han reportado accidentes misteriosos, heridas e incluso muertes. Así que actualmente es una tradición de los actores principales de representaciones de Yotsuya Kaidan el visitar la tumba de Oiwa y pedirle permiso y bendición para su producción. Esto es considerado especialmente importante para aquel que asume el papel de Oiwa.